# 1926 في فنلندا
فيما يلي قوائم الأحداث التي وقعت خلال عام 1926 في فنلندا.

## سياسة

### تعيين في المنصب
- 13 ديسمبر – فاينو تانر رئيس وزراء فنلندا.

### انتهاء فترة المنصب
- 13 ديسمبر – كووستي كاليو رئيس وزراء فنلندا.

## مواليد

### سبتمبر
- 30 سبتمبر – فيكو سينيسالو ممثل فنلندي.

### أكتوبر
- 25 أكتوبر – بو كاربيلان كاتب فنلندي.

## وفيات

### يناير
- 10 يناير – إينو لينو (مواليد 1878)